# Planteanatomi
Planternes anatomi er meget ensartet, når man ser på de grove træk. Når man derimod studerer arter og individer, kan man finde særtræk, som adskiller sig fra den almindelige planteanatomi, der er emnet her. Disse særtræk skal søges i artiklerne med beskrivelse af de enkelte arter.
Planter kan opdeles på mange måder, men når det drejer sig om anatomien, er det skillelinjen mellem de urteagtige og de træagtige, der er vigtigst. Til de urteagtige hører de enårige, de toårige og stauderne. Til de træagtige hører buske og træer, hvad enten de er stedsegrønne eller løvfældende.
Planter er bygget op af nogle grundlæggende organer, der kan være formet på meget forskellig måde, men de er som regel lette at genkende. Organerne er sammensat af forskellige vævstyper, og de er på deres side opbygget af celler med forskellige organeller.
Blomst (ill. "A")
Bægerblad "4"
Kronblad"3"
Støvknap "2"
Frugtknude "1"
Blomsterstand
Frugt
Frø
Kim
Frøhvide
Sammensat frugt
Blad
Palissadevæv
Svampevæv
Spalteåbning
Ledningsstreng
Stængel (ill. "B")
Sikar
Vedkar
Ved
Bark
Kambium
Phloem
Xylem
Marvstråle
Kerneved
Splintved
Grenkrave
Rod (ill. "C")
Rodhår
Mykorrhiza
Knoldbakterie